# Eric Idle
Eric Idle (29 de març de 1943, South Shields, comtat de Durham, Tyne and Wear, Anglaterra) és un còmic, actor i escriptor anglès, més conegut per haver formar part del grup britànic d'humoristes Monty Python.

## Biografia
Va fer estudis de literatura anglesa a la Universitat de Cambridge. Idle és el músic del grup, i tanmateix no és l'autor de la cançó de la sèrie de televisió  Monty Python's Flying Circus, que és una marxa popular anomenada  La campana de la Llibertat ni de la majoria de les cançons de les pel·lícules. A La vida de Brian canta la cançó més popular dels Python, Always Look On The Bright Side Of Life, i també canta la cançó principal de Monty Python's The Meaning of Life. Idle és conegut per l'ús de perruques ridícules (una de les rares ocasions en les quals no usa perruca és en l'escena final de La vida de Brian), i pels seus exasperants papers, com l'home invisible, l'home de les fotos, l'home que volia una formiga, i d'altres. Idle va interpretar al "valent" Sir Robin a Monty Python and the Holy Grail.
Va posar la seva veu al personatge de Rincewind en les videoaventuras DiscWorld i DiscWorld II, com així també al Dr. Vosnocker a South Park: Bigger, Longer & Uncut.
També va ser fundador, compositor i membre del grup The Rutles, paròdia del grup de Liverpool The Beatles.

## Filmografia
| Any  | Pel·lícula                                                               |
| ---- | ------------------------------------------------------------------------ |
| 1972 | And Now for Something Completely Different                               |
| 1975 | Monty Python and the Holy Grail                                          |
| 1978 | All You Need Is Cash                                                     |
| 1978 | The Rutles 2: Can't Buy Me Lunch                                         |
| 1979 | Monty Python's The Life of Brian                                         |
| 1983 | Monty Python's The Meaning of Life                                       |
| 1983 | Yellowbeard                                                              |
| 1985 | National Lampoon's European Vacation                                     |
| 1986 | Transformers: The Movie                                                  |
| 1988 | Les aventures del baró Munchausen (The Adventures of Baron Munchausen)   |
| 1990 | Nuns on the Run                                                          |
| 1993 | Splitting Heirs                                                          |
| 1995 | Casper                                                                   |
| 1996 | El vent als salzes (The Wind in the Willows)                             |
| 1997 | Burn Hollywood, Burn                                                     |
| 1998 | Rudolph (Rudolph the Red-Nosed Reindeer: The Movie)                      |
| 1998 | Secret of Nimh 2                                                         |
| 1998 | Quest for Camelot                                                        |
| 1999 | Dudley Do-Right                                                          |
| 1999 | South Park: Bigger, Longer & Uncut                                       |
| 2000 | 102 Dalmatians                                                           |
| 2002 | Pinotxo (Pinocchio)                                                      |
| 2002 | The Scream Team                                                          |
| 2003 | Concert for George                                                       |
| 2003 | National Lampoon's Christmas Vacation 2: Cousin Eddie's Island Adventure |
| 2004 | Ella Enchanted                                                           |
| 2005 | The Aristocrats                                                          |
| 2006 | Who is Harry Nilsson? (And Why Is Everybody Talkin' About Him)           |
| 2007 | Shrek the Third                                                          |
| 2008 | Delgo                                                                    |